# Montesquiu
Montesquiu és un municipi de la comarca d'Osona tot i que fins al 1989 pertanyia a la comarca del Ripollès. Pertany a la subcomarca del Bisaura. Està situat al centre de la regió de l'Alt Ter. El relleu de la zona marca la transició entre la Plana de Vic i la muntanya pirinenca.

## Geografia
- Llista de topònims de Montesquiu (Orografia: muntanyes, serres, collades, indrets..; hidrografia: rius, fonts...; edificis: cases, masies, esglésies, etc).

| Entitat de població | Habitants (2023) |
| Montesquiu          | 1.099            |
| la Farga de Bebié   | 11               |
| Font: Idescat       |                  |

## Història
El primer edifici del qual es té notícia és el castell de Montesquiu documentat l'any 1285. Al segle xvi es va construir la primera casa del poble actual, una ferreria, actualment restaurada, situada al camí ral que unia Barcelona amb Ripoll. El poble es va anar desenvolupant al voltant de la ferreria.
Batalla de Montesquiu
El 20 de març del 1714, el marquès de Poal, màxim responsable de l'exèrcit català de l'exterior, es dirigia a Sant Quirze de Besora procedent de Ripoll. Marxava perquè havia rebut informació segons la qual el regiment francès del comte de Fiennes, s'estava replegant amb molta rapidesa i amb tots els seus efectius a Olot.
Poal anava a Sant Quirze de Besora amb la intenció de reclutar gent per intentar atacar Vic. A l'alçada de Montesquiu hi havia 1500 soldats borbònics que havien sortit de Vic al seu encontre.
Els dos exèrcits es van trobar a Montesquiu, i el marquès de Poal va decidir atacar-los amb l'avantguarda catalana. Va aconseguir que les tropes borbòniques es retiressin en desbandada a l'altra riba del riu Ter, amb tanta precipitació que, en passar, alguns soldats fins i tot moriren ofegats. Les pèrdues borbòniques, en aquest primer xoc, van ser d'un coronel d'infanteria, un capità de cavalleria, vint-i-cinc soldats i quaranta ferits.
En arribar el gruix de la cavalleria catalana del regiment de Sant Jaume, amb oficials i pocs soldats, decidiren passar el riu i atacar de nou, però els borbònics havien tingut prou temps per formar bé les línies defensives, van poder rebutjar l'atac català i van fer que es retiressin. En aquest segon atac, les pèrdues de l'exèrcit català van ser de deu cavalls capturats, onze soldats d'infanteria morts i tres presoners. El capità de cavalleria Josep Regàs i el tinent del regiment de Sant Jaume, Josep Navan, van intercanviar-los uns quants mesos més tard; però un capità tinent, del regiment de fusellers de muntanya del coronel Ermengol Amill, va ser afusellat posteriorment.
Els borbònics es van quedar a una riba de Montesquiu, ben posicionats. El marquès de Poal, assabentat que els regiments francesos de Fiennes ja eren a Ripoll, decidí marxar per no quedar encerclat i amb inferioritat de soldats. Anà en direcció a Alpens, i el dia 21 ja es trobava a Perafita.

### Batalla de la guerra Carlina
El 4 d'octubre de 1836 tingué lloc la batalla de Montesquiu entre els carlins de Blas María Royo de León, Ignasi Brujó i Ferran d'Ortafà, que morí en la batalla, i els liberals de Joaquín Ayerbe, que foren derrotats. A partir de la segona meitat del segle xix Montesquiu va créixer considerablement degut a les fàbriques tèxtils que es van instal·lar a la riba del riu Ter. No va ser fins al 25 d'agost de 1934 que es va segregar de Sant Quirze de Besora i es va constituir un municipi independent. En aquells temps formava part de la comarca del Ripollès. El 1990 va passar a la comarca d'Osona.
El terme ''mont'' designa una altura (no necessàriament gaire elevada) o, fins i tot, una fortalesa bastida en altura. L'adjectiu ''esquiu'' ("aspre", "accidentat"), és un qualificatiu freqüent per a una fortalesa escarpada, difícil de prendre. Als països catalans, trobem el mateix topònim al municipi de Montesquiu d'Albera, al Rosselló, i al poble rònec de Montesquiu, dins el municipi d'Isona i Conca Dellà, del Pallars Jussà.

## Punts d'interès

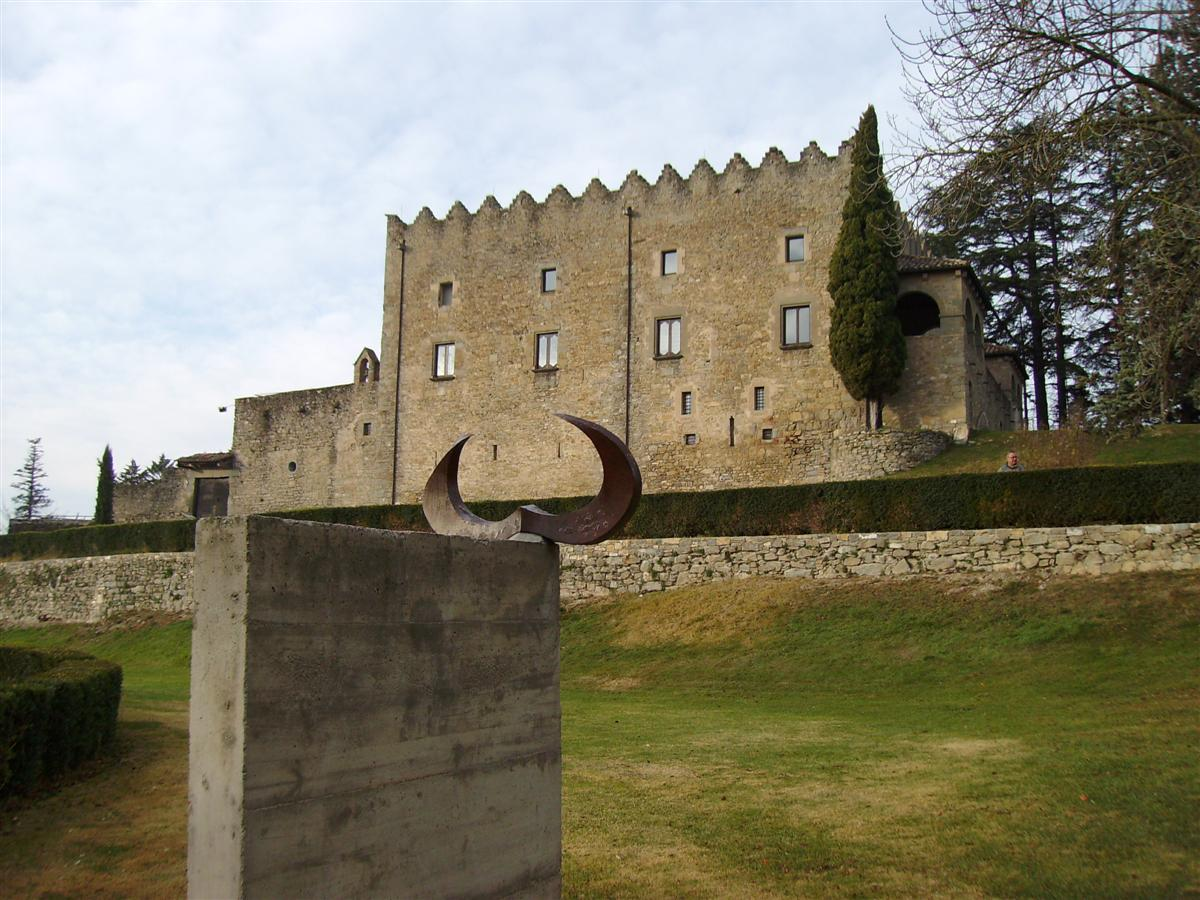
Castell de Montesquiu
És l'element arquitectònic més notable del municipi. Des dels seus orígens (cap al 1285), la casa forta de Montesquiu va ser concebuda com a residència dels senyors del terme de Besora i amb el temps ha anat rebent modificacions i afegits que li han donat l'estructura actual. Sempre va estar vinculat al castell de Besora, autèntic centre de poder durant la Baixa Edat Mitjana.
Al segle xix passà a mans no nobiliàries i l'any 1976, per manament exprés del darrer propietari, Emili Juncadella, castell i finca van passar a la Diputació de Barcelona, per formar els fonaments del Parc del Castell de Montesquiu.
Parc del castell de Montesquiu
Espai protegit situat al Prepirineu oriental, a l'extrem nord de la comarca d'Osona. Amb una extensió de 546 ha, ocupa part dels termes municipals de Montesquiu, Sora, Sant Quirze de Besora i Santa Maria de Besora, tot i que gran part es troba al primer municipi. Hi trobem bells roures i pinars, així com masies antigues, algunes rehabilitades per tal de desenvolupar activitats pedagògiques o agràries.
Pont de les Codines
Pont d'estil romànic sobre la riera de Sora, prop de la casa de les Codines, dins el Parc del Castell de Montesquiu.
Font d'en Nando
Zona municipal d'esbarjo propera al riu Ter, amb barbacoes, taules i bancs de pedra. Horari: de 9 a 20h. Cal trucar abans a l'ajuntament.
Font del Roure
Font situada a l'entrada del Parc del castell de Montesquiu, al costat del pont que travessa el riu Ter.
Camí vora Ter GR-210
Sender de gran recorregut, de 61 km i que passa per Montesquiu. Ens acosta tant al patrimoni de flora i fauna com a l'industrial i cultural

## Com arribar-hi

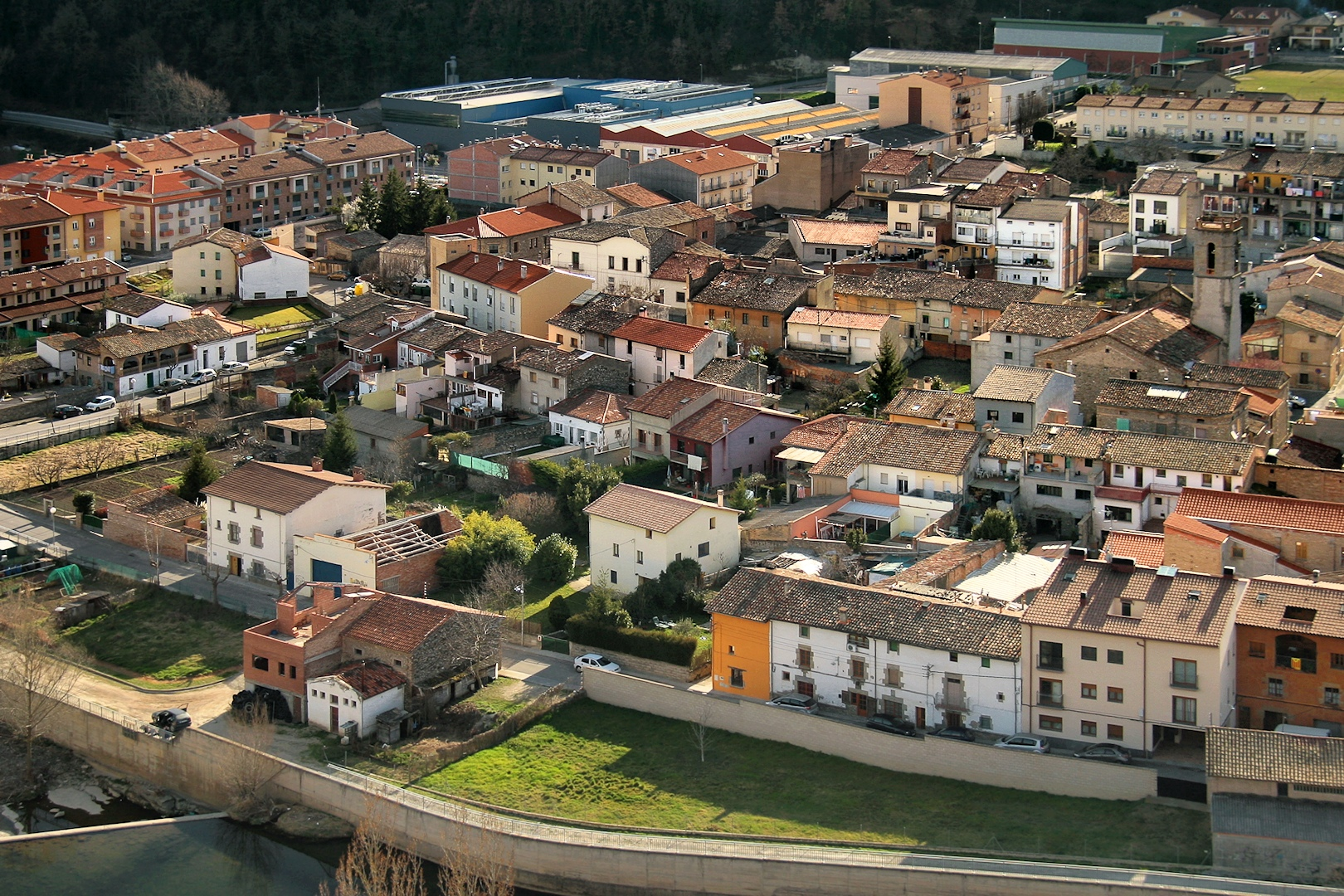
Panoràmica de Montesquiu.

Montesquiu és, segons la seva història i per la seva situació, un poble de pas.
El poble de Montesquiu està comunicat per la C-17 -situat al km 93-, i per la via del ferrocarril a la línia de Barcelona-Puigcerdà (estació de Sant Quirze-Montesquiu). A uns 3 km de Montesquiu hi ha la colònia de la Farga de Bebié.
Montesquiu es troba a una hora aproximadament de Barcelona, a vint minuts de Vic i a deu de Ripoll.

## Demografia
| 1920 | 1930 | 1940  | 1950  | 1960  | 1970  | 1981 | 1990 | 1992 | 1994 |
| ---- | ---- | ----- | ----- | ----- | ----- | ---- | ---- | ---- | ---- |
| -    | -    | 1.086 | 1.087 | 1.238 | 1.069 | 995  | 856  | 845  | 845  |

| 1996 | 1998 | 2000 | 2002 | 2004 | 2006 | 2008 | 2010 | 2012 | 2014 |
| ---- | ---- | ---- | ---- | ---- | ---- | ---- | ---- | ---- | ---- |
| 850  | 850  | 844  | 854  | 863  | 875  | 844  | 897  | 921  | 895  |

| 2016 | 2018 | 2020  | 2022  | 2024  | 2026 | 2028 | 2030 | 2032 | 2034 |
| ---- | ---- | ----- | ----- | ----- | ---- | ---- | ---- | ---- | ---- |
| 931  | 968  | 1.030 | 1.059 | 1.099 | -    | -    | -    | -    | -    |

El primer cens és del 1936 després de la desagregació de Sant Quirze de Besora.

## Agermanaments
- Montesquiu